# گجیگه (شهرستان آلای)
گجیگه (به لاتین: Gejige) یک روستا در قرقیزستان است که در استان اوش واقع شده‌است. گجیگه ۲۱۸ نفر جمعیت دارد و ۲٬۳۹۰ متر بالاتر از سطح دریا واقع شده‌است.